# Leptotroga costalis
Leptotroga costalis là một loài bướm đêm trong họ Noctuidae.